# AO Водолея
AO Водолея (лат. AO Aquarii) — двойная затменная переменная звезда типа W Большой Медведицы (EW) в созвездии Водолея на расстоянии приблизительно 1217 световых лет (около 373 парсеков) от Солнца. Видимая звёздная величина звезды — от +11,67m до +11,04m. Орбитальный период — около 0,4893 суток (11,744 часов).

## Характеристики
Первый компонент — жёлто-белая звезда спектрального класса F:. Эффективная температура — около 5500 К.